# Хелене Дойч
Хелене Дойч (моминско име Розенбах) (на немски: Helene Deutsch) е австрийско-американски психоаналитик и колега на Зигмунд Фройд. Тя е първият психоаналитик, специализирала за работа с жени.

## Биография
Родена е на 9 октомври 1884 година в Пшемишъл, тогава Австрийска Галиция. Нейният баща се е образовал в Германия, но Дойч е изпратена в частно полско езиково училище. Нейната любов към полската литература продължава през целия ѝ живот и тя се идентифицира интензивно с Полша и настоява за това, че е с полска идентичност въпреки антисемитизма към полската нация.
Следва медицина и психиатрия във Виена и Мюнхен, преди да стане ученичка на Фройд. Като негов асистент тя е първата жена, заела се с психология на жените. През 1912 г. се омъжва за д-р Феликс Дойч. През 1935 г. напуска Германия и имигрира в Кеймбридж, САЩ. Мъжът и синът ѝ се присъединяват към нея година по-късно. Тя остава да работи там като уважаван психоаналитик до смъртта си на 29 март 1982 г.

## Публикувани трудове
на български език
- Психология на жената. Загадката на жената. т. 1, Изд. Евразия, 1997
- Психология на жената. Мъдростта на майчинството. т. 2, Изд. Евразия, 1997

на английски език
- ((en)) Psychoanalysis of the Sexual Functions of Women 1925 (превод – 1991 г., ISBN 0-946439-95-8)
- The Psychology of Women, 1944 – 1945
- Neuroses and Character Types, 1965, ISBN 0-8236-3560-0
- Selected Problems of Adolescence, 1967
- A Psychoanalytic Study of the Myth of Dionysus and Apollo, 1969, ISBN 0-8236-4975-X
- Confrontations with Myself, 1973
- The Therapeutic Process, the Self, and Female Psychology, 1992, ISBN 0-88738-429-3